# Alas
Pour les articles homonymes, voir Alas (homonymie).

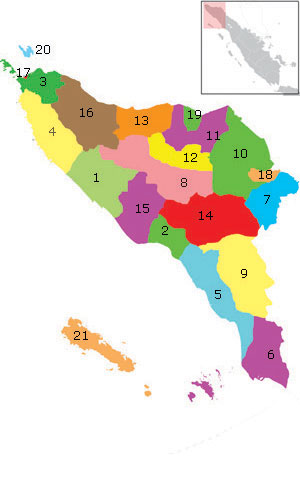
Carte de la province d'Aceh. Le kabupaten d'Aceh du Sud-Est est marqué "9".

Les Alas sont une population de la province d'Aceh dans le nord de l'île de Sumatra en Indonésie. Au nombre d'environ 80 000, ils habitent le kabupaten d'Aceh du Sud-Est, dans la vallée de la rivière qui porte leur nom.
Agriculteurs, les Alas ont peu de contacts avec le monde extérieur. Leurs voisins immédiats sont les Gayo au nord et les Batak et Karo au sud.
Les Alas sont musulmans mais comme ailleurs en Indonésie, la religion traditionnelle est encore très présente.
Bien que leur langue soit proche de celles des Batak, les Alas ne se considèrent pas comme Batak.

## Histoire
Les Hollandais occupent le pays alas en 1904, lors de la guerre d'Aceh. Ils y commettent des massacres.

## Langue
La langue des Alas est la même que celle des Kluet. Elle appartient au groupe des langues batak dans le rameau des langues sumatriennes de la branche malayo-polynésienne des langues austronésiennes.

## Économie
Les Alas pratiquent la riziculture inondée mais également la culture sur brûlis en complément.